# Jacques Bourdin
Pour les articles homonymes, voir Bourdin.
Jacques (II) Bourdin, seigneur de Vilaines, mort le 6 juillet 1567, est un diplomate français, secrétaire d'État et ministre au  XVIe siècle.

## Ascendance et fratrie
Fils de Jacques Ier Bourdin (mort le 9 avril 1534,), notaire et secrétaire du roi, et de Catherine Brinon (fille de Guillaume III Brinon, sgr. de Villaines et de Guyancourt, et sœur de Jean Brinon : cf. Racines&Histoire, p. 2-3f), Jacques (II) Bourdin a : 
- une sœur, Isabeau Bourdin[4] qui épouse par contrat du 29 mars 1523[5] Noël Brulart (né vers 1486[6], mort le 17 septembre 1557), seigneur de Crône et de la Borde[7], pourvu avocat général au Parlement de Paris le 29 mai 1540[8], puis procureur général au Parlement de Paris[9] le 18 août 1541 (reçu le 29 août 1541)[10],[11].
- un frère cadet[12],[13] Gilles Bourdin (né à Paris vers 1515, mort le 23 janvier 1570[14],[15]), chevalier, seigneur d'Assy et de Bougival, licencié en droit, lieutenant général des Eaux et Forêts de France[16],[11], avocat lai le 22 juillet 1554 puis clerc le 20 août 1556 au Parlement de Paris[17],[18],[19], commis avec Christophe de Thou et Barthélemy Faye pour rédiger les coutumes de Sens (par lettres datées de Saint-Germain-en-Laye le 17 août 1556 [20] mais il est remplacé dès le 15 septembre 1556 par Jacques Viole[21]), pourvu avocat général puis  procureur général le 24 septembre 1557[22], marié en 1548[23] à Isabeau Fuzée, fille de Guillaume Fuzée, procureur au Parlement de Paris. Une fois devenue veuve, celle-ci se remarie en 1581 sous le régime de la séparation des biens avec Scipion Brandano, gentilhomme d'Urbin[24].
- une tante paternelle, Marguerite Bourdin, 2e épouse de Michel (Ier) Gaillard.

## Biographie
Jacques Bourdin est reçu le 14 juin 1549, secrétaire des finances en survivance de Guillaume Bochetel. Il prête serment le 14 juin 1549.
En 1555, il devient seigneur de Villaines par le décès de son cousin Jean Brinon. Le 30 juin 1556 il fait hommage au roi entre les mains du garde des sceaux de la terre et seigneurie, haute basse et moyenne justice de Médan.
De 1558 à 1567 il est secrétaire d'État chargé du département des affaires de Suisse et d'Italie.
En avril 1564 il accompagne comme plénipotentiaire M. de Morvilliers, évêque d’Orléans, à Troyes où ils concluent la paix avec l’Angleterre.

## Alliance et descendance
Le 12 janvier 1550, il épouse Marie Bochetel, fille du secrétaire d'État aux Finances. Après sa mort, sa veuve se remarie par contrat du 30 août 1569 avec Jacques de Morogues, seigneur des Landes et de Sauvage, secrétaire du Roi en survivance de son père (1550), envoyé auprès de l'empereur par Catherine de Médicis (1566), chevalier de l'Ordre du Roi (1576), gouverneur de La Charité (18 mai 1576), gentilhomme ordinaire de la Chambre du duc d'Alençon, chambellan ordinaire de Henri IV (par lettres du 15 novembre 1595).
- Nicolas Bourdin, reçu le 29 janvier 1574 conseiller notaire et secrétaire du roi[2], négociateur lors renouvellement de l'alliance avec les Suisses (1582), envoyé  en qualité de résident du roi près de la république de Raguse (mars 1602). Il épouse Marie Fayet, fille d'Antoine Fayet, trésorier de l'extraordinaire des guerres, et de Jeanne Bossy de Montyon
- Jean Bourdin, sieur de Médan, seigneur d'Ellecourt, Cauberville et Saint-Tricot, mort sans avoir été marié[34] qui, à charge de reprendre le nom et les armes de Bourdin, lègue ses biens à Guy de Morogues son neveu, sieur de Beaulieu, d'Hercourt de Cobert et autres lieux, fils d'Alexandre de Morogues et de Louise de Monchy[35].

Armes sont d’azur à trois têtes de daim d’or deux et une.